# Ciudad de la Justicia de Barcelona y Hospitalet de Llobregat
La Ciudad de la Justicia de Barcelona y de Hospitalet de Llobregat (en catalán: Ciutat de la Justícia de Barcelona i de l'Hospitalet de Llobregat) es un conjunto arquitectónico formado por nueve edificios, siete de los cuales albergan dependencias judiciales pertenecientes a los municipios de Barcelona y Hospitalet de Llobregat, además de viviendas, oficinas y locales comerciales de uso privado en dos de ellos. El proyecto fue diseñado por los arquitectos David Chipperfield y Fermín Vázquez, con la colaboración de Agustí Obiol. El conjunto tiene una superficie total construida de 232 368 m². Fue construido entre 2003 y 2008.
El partido judicial de Barcelona está situado entre la Gran Vía de las Cortes Catalanas, la avenida del Carrilet y las calles Juan Gris y Aprestadora, mientras que el de Hospitalet se encuentra entre la avenida del Carrilet y las calles Riera Blanca y Aprestadora. Excepto los edificios H y S, que están aislados de los demás, el resto se estructura alrededor de una plaza central que fue bautizada con el nombre de Maria Soteras, primera licenciada en Derecho de la Universidad de Barcelona y primera mujer colegiada en el Colegio de Abogados de Barcelona.
Es la mayor obra civil del Plan de infraestructuras judiciales del Departamento de Justicia de la Generalidad de Cataluña. Se concentran en un mismo equipamiento los juzgados del partido judicial de Hospitalet y los juzgados de Primera instancia, Mercantil, Instrucción, Contencioso administrativo, de lo Penal, de lo Social, de Vigilancia penitenciaria, de Violencia sobre la mujer y de Menores de Barcelona, el Decanato, la Fiscalía Provincial de Barcelona y el Instituto de Medicina Legal de Cataluña. Asimismo, se encuentran otros servicios relacionados con estos órganos, como el Servicio de Orientación Jurídica, la Oficina de Atención a la Víctima, los servicios de mediación y asesoramiento técnico, de asesoramiento técnico en el ámbito de la familia, de asesoramiento técnico penal de adultos y de mediación familiar.

## Historia

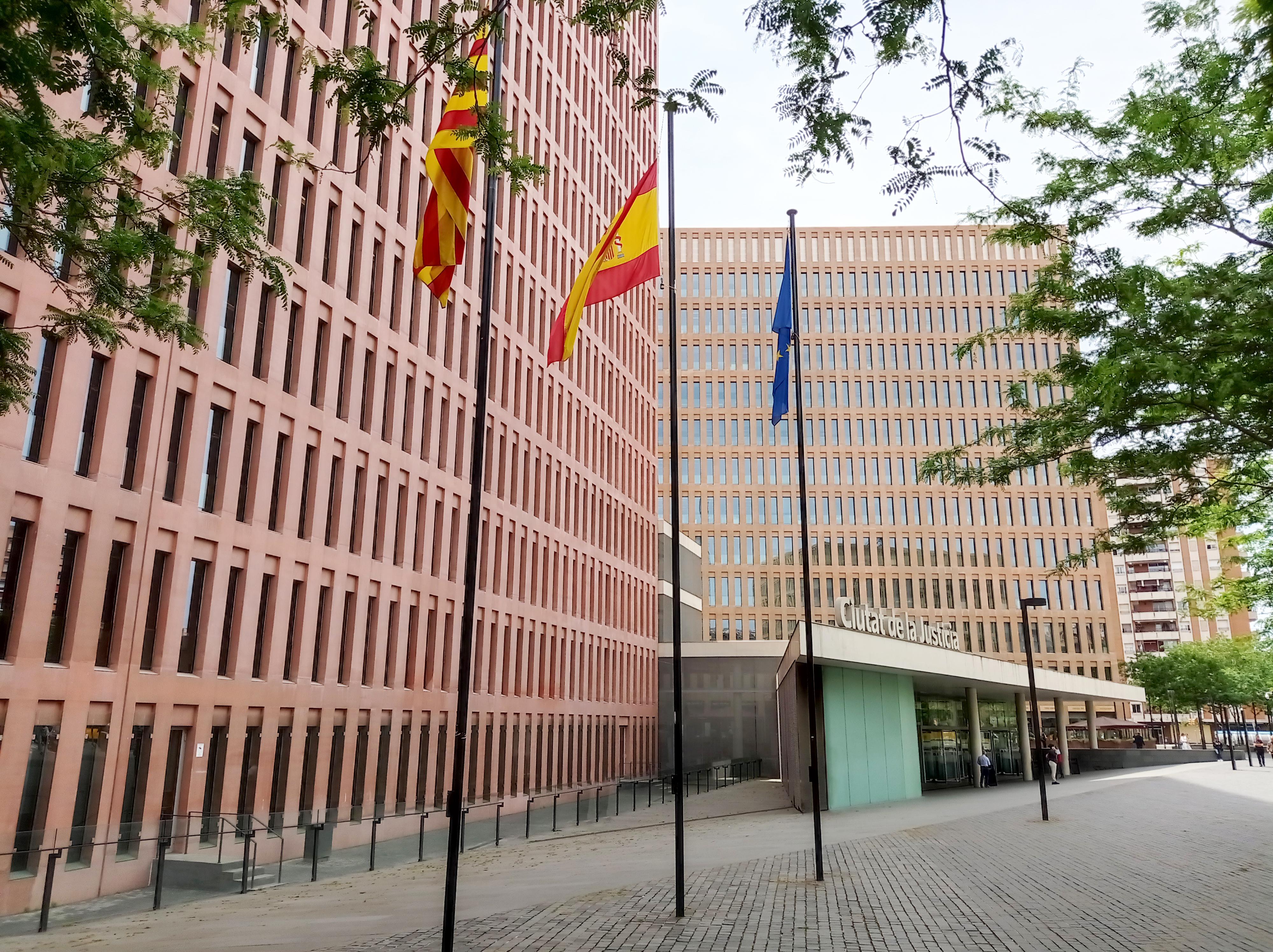
Entrada por la avenida Carrilet

Antes de la construcción de la Ciudad de la Justicia la mayoría de juzgados estaban diseminados en varios edificios de la Ciudad Condal, varios de ellos en régimen de alquiler, por lo que con el tiempo surgió la necesidad de agrupar todas las dependencias judiciales en un único complejo. Para su ubicación, se encontró un lugar ideal en el antiguo Cuartel de Lepanto, un equipamiento militar que fue vendido por el Ministerio de Defensa a la Generalidad de Cataluña. Dado su emplazamiento en la frontera entre Barcelona y Hospitalet, se ideó ubicar también en el conjunto los juzgados de esta última ciudad.
El Cuartel de Lepanto fue construido en 1929 para acoger el 4º Regimiento de Zapadores-Minadores, ubicado hasta entonces en el Cuartel de Atarazanas. En 1988, debido a una reorganización, el regimiento fue trasladado al Cuartel de Sanjurjo en Lérida y pasaron a alojarse en Lepanto una unidad de Transmisiones, otra de Policía Militar y otra de Artillería antiaérea, hasta que en 1999 se cerró el cuartel y el solar fue adquirido por la Generalidad por 1800 millones de pesetas. El nuevo conjunto supuso una inversión de 320 millones de euros, 255 de los cuales se destinaron a las obras.
Las obras tuvieron lugar entre 2003 y 2008 y, entre ese último año y el siguiente, se trasladaron la mayoría de los juzgados de Barcelona al nuevo recinto. También en 2008 se instalaron los órganos judiciales de Hospitalet en el edificio H, así como la sede central del Instituto de Medicina Legal en el edificio G. Los últimos juzgados en trasladarse a la Ciudad de la Justicia fueron los de la jurisdicción de lo Social, que ocuparon el edificio S en 2015. Desde el traslado, el único órgano judicial fuera de la Ciudad de la Justicia es el Palacio de Justicia de Barcelona, que alberga la Audiencia Provincial de Barcelona y el Tribunal Superior de Justicia de Cataluña.
El desarrollo de las actividades judiciales comporta la presencia en el recinto de unos 3000 trabajadores, así como la visita diaria de unas 12 000 personas. Es el mayor recinto de Europa dedicado a la Justicia.
En 2010 el conjunto fue premiado con uno de los galardones que otorga anualmente el Real Instituto de Arquitectos Británicos (RIBA).

## Arquitectura
Para la realización del proyecto se convocó un concurso abierto, que recayó en el arquitecto David Chipperfield y el estudio de arquitectura b720 Fermín Vázquez Arquitectos. El proyecto preveía una serie de edificios con un sello estilístico común pero con sus propias particularidades, adaptados al medio ambiente y con los más modernos adelantos en servicios, climatización y nuevas tecnologías. El conjunto incluye nueve edificios, cuatro de ellos conectados por un atrio o vestíbulo continuo, dispuestos en torno a una plaza central. Son edificios de forma prismática, de diversas alturas, con fachadas de hormigón estructural en nueve colores distintos, obtenidos mediante el color propio de su masa con pigmentos de óxido de hierro, excepto en los tonos verdes, que se basan en óxido de cromo. Las fachadas de los edificios presentan una superficie continua de ventanas y machones, con un esquema reticular lleno-vacío, que en conjunto con la disposición irregular de los edificios y la diversa orientación de los mismos, con volúmenes girados en distintas direcciones, proporciona una sensación dinámica al conjunto y un juego de distintas y variadas perspectivas. El gran atrio de conexión es de planta libre, con un cierre continuo de vidrio con pantallas de malla metálica entretejida.
El gran vestíbulo —conocido como Atrio— de la Ciudad de la Justicia tiene dos entradas, por la Gran Vía de las Cortes Catalanas o por la avenida del Carrilet, y conecta los edificios I, P y C desde la planta baja a la tercera, así como el edificio F entre la planta baja y la primera.

### Edificios
| Nombre | Color  | Superficie | Plantas | Dependencias                                                                                             |
| ------ | ------ | ---------- | ------- | --- |
| C      | Teja   | 30917 m²   | 13      | Juzgados de Primera Instancia, Familia y Mercantiles                                                     |
| F      | Tierra | 15553 m²   | 11      | Fiscalía y juzgados de Menores                                                                           |
| G      | Negro  | 5947 m²    | 6       | Instituto de Medicina Legal de Cataluña                                                                  |
| I      | Verde  | 33086 m²   | 14      | Juzgados de Instrucción, Vigilancia penitenciaria, Violencia sobre la mujer y Contencioso administrativo |
| P      | Humo   | 19157 m²   | 10      | Juzgados de lo Penal                                                                                     |
| S      | Beige  | 9745 m²    | 9       | Juzgados de lo Social                                                                                    |
| H      | Ocre   | 10000 m²   | 7       | Juzgados de Primera Instancia, Instrucción y Violencia sobre la mujer de Hospitalet                      |

## Otros servicios
Las dependencias judiciales, además de oficinas y salas de vistas, cuentan con archivos, bibliotecas, laboratorios, servicios de traducción y peritaje, calabozos  y otros equipamientos. En su recinto se encuentran también delegaciones de los Colegios Oficiales de Abogados y Procuradores de Barcelona, así como de Policía Nacional, Mozos de Escuadra y Guardia Urbana. También hay oficinas de representación sindical. El conjunto alberga también una estafeta de Correos, debido al elevado volumen de correspondencia de los juzgados.
Además del conjunto de dependencias judiciales, el complejo también incluye dos edificios exclusivamente destinados a alojar viviendas, oficinas y locales comerciales. Los inmuebles destinados a estos usos son el edificio D —situado junto a la avenida del Carrilet— y el Edificio J, junto a la Gran Vía. 
Su situación geográfica y las buenas comunicaciones permiten un fácil acceso al complejo judicial. Cuenta con la estación de metro Ciudad de la Justicia de la línea 10 y la estación de Ferrocarriles de la Generalidad de Cataluña de Ildefonso Cerdá, así como múltiples líneas de autobús, incluido un servicio especial llamado CJ que une la Ciudad de la Justicia con la Estación de Sants.
La Ciudad de la Justicia dispone de un aparcamiento subterráneo, con unas 1600 plazas para coche y unas 175 para moto, que pueden ser alquiladas por vecinos, trabajadores, empresas, etc. El vestíbulo principal o Atrio cuenta con una cafetería y, en su planta sótano, un auditorio para quinientas personas.

## Galería

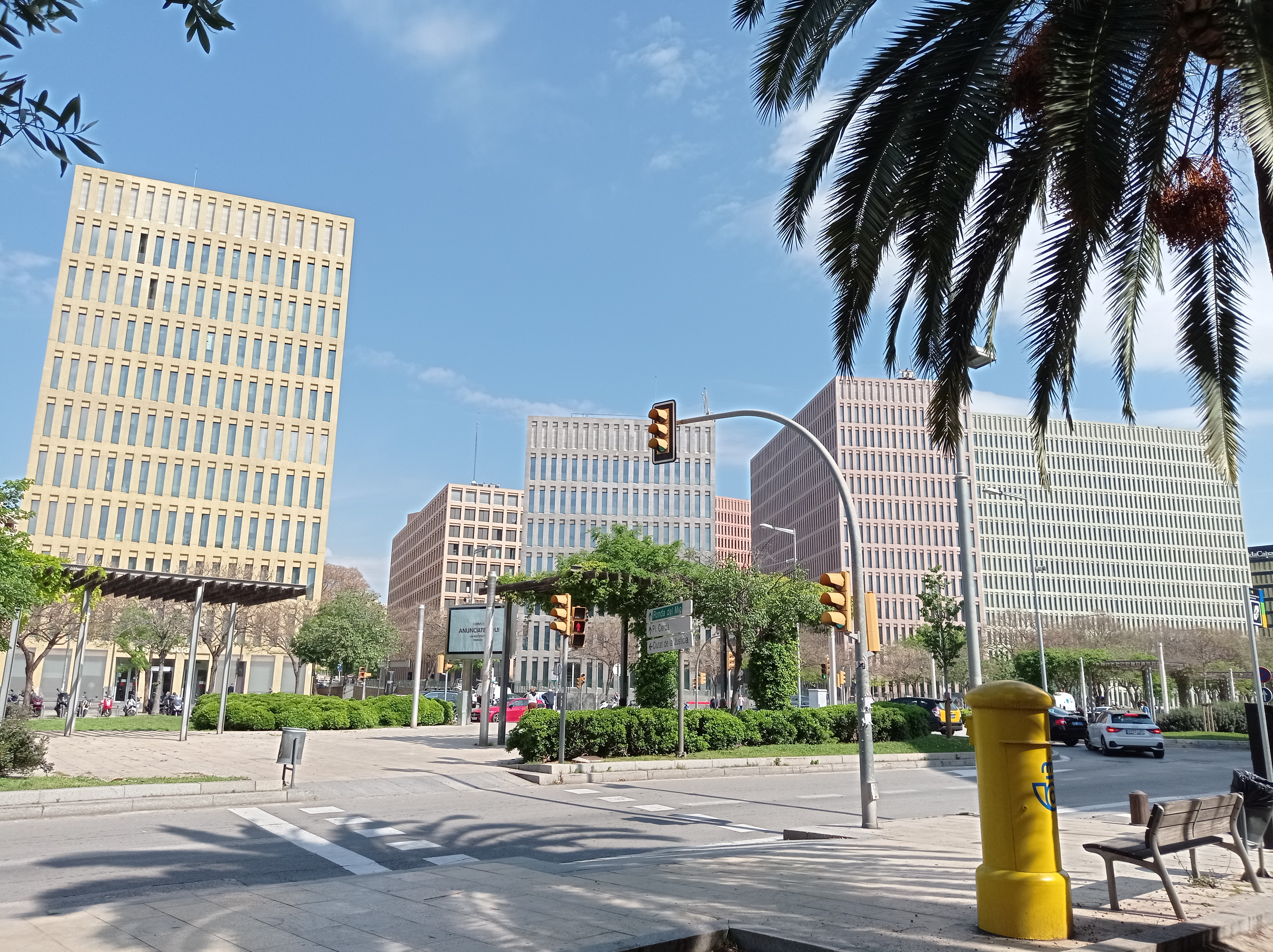
Ciudad de la Justicia vista desde la Gran Vía
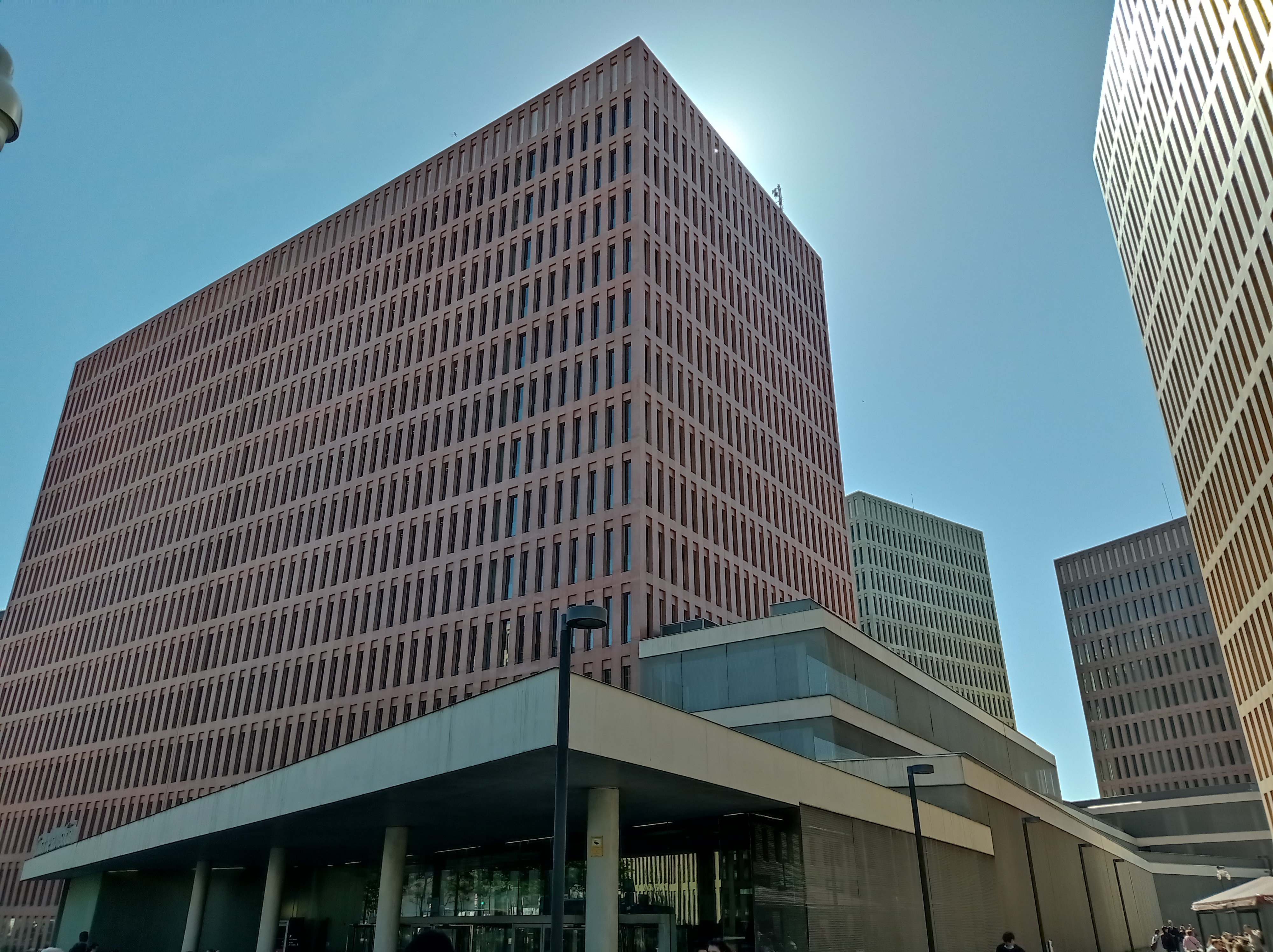
Ciudad de la Justicia vista desde la avenida Carrilet
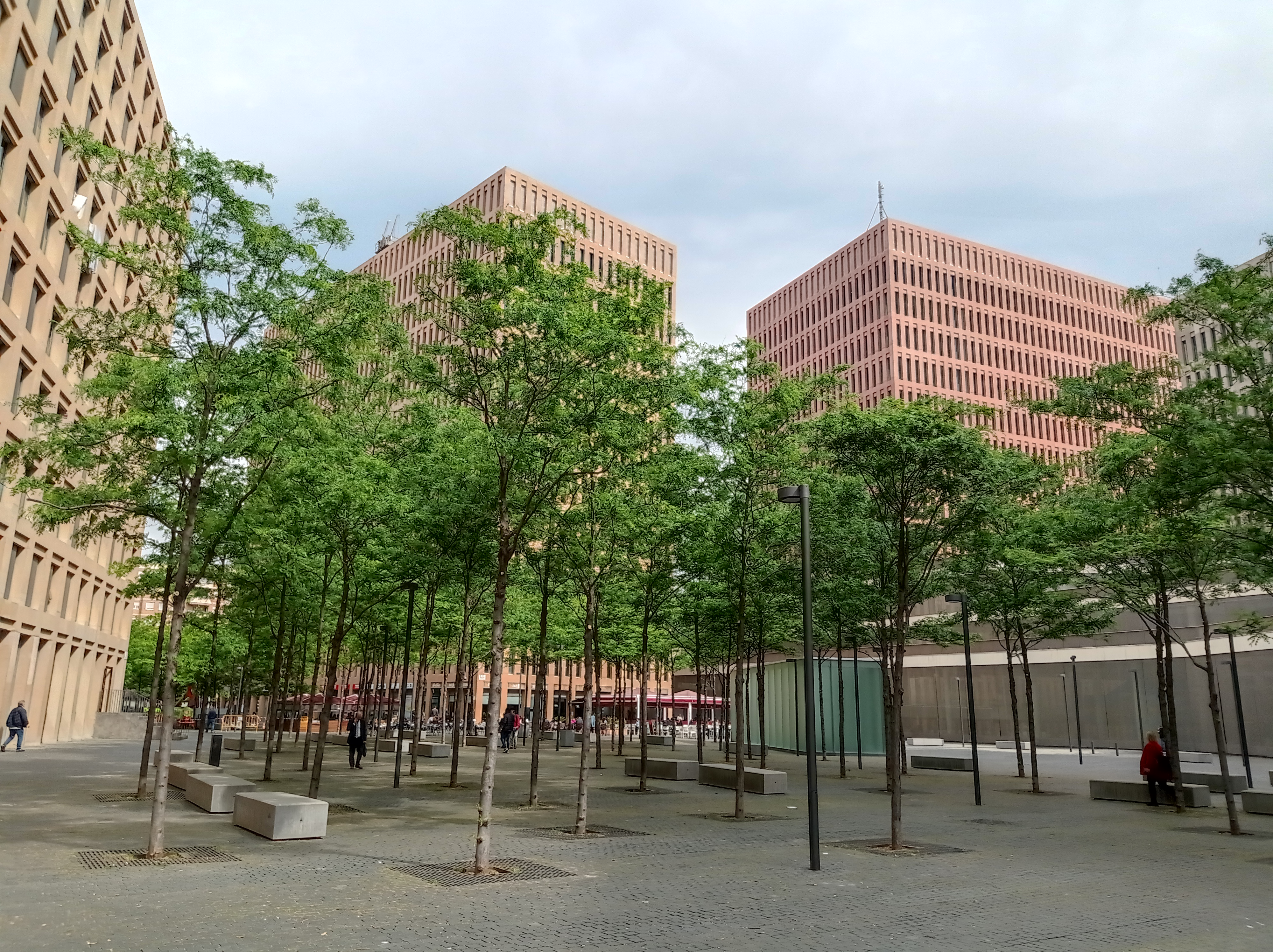
Vista desde la plaza de Maria Soteras
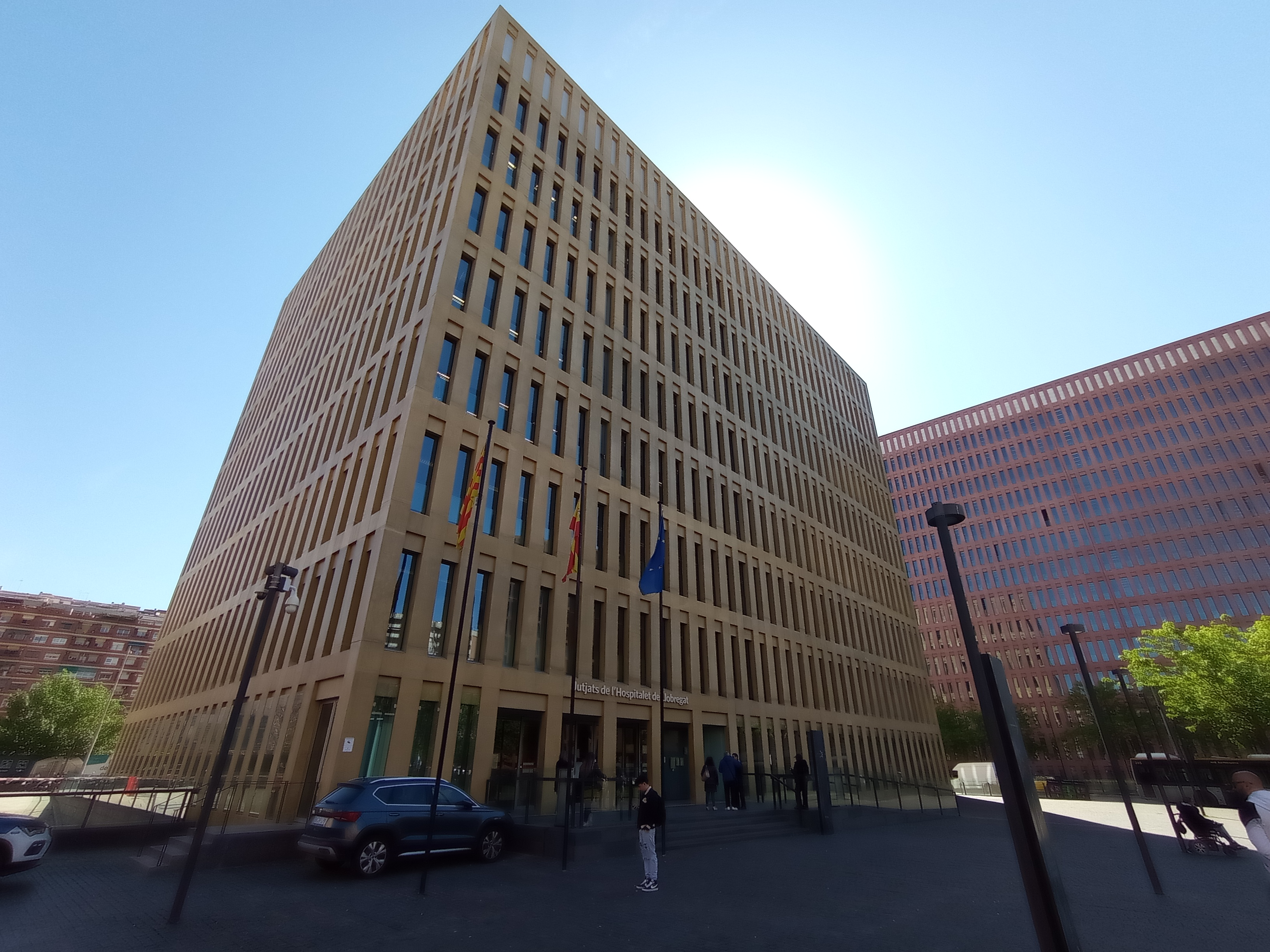
Edificio H (Hospitalet)
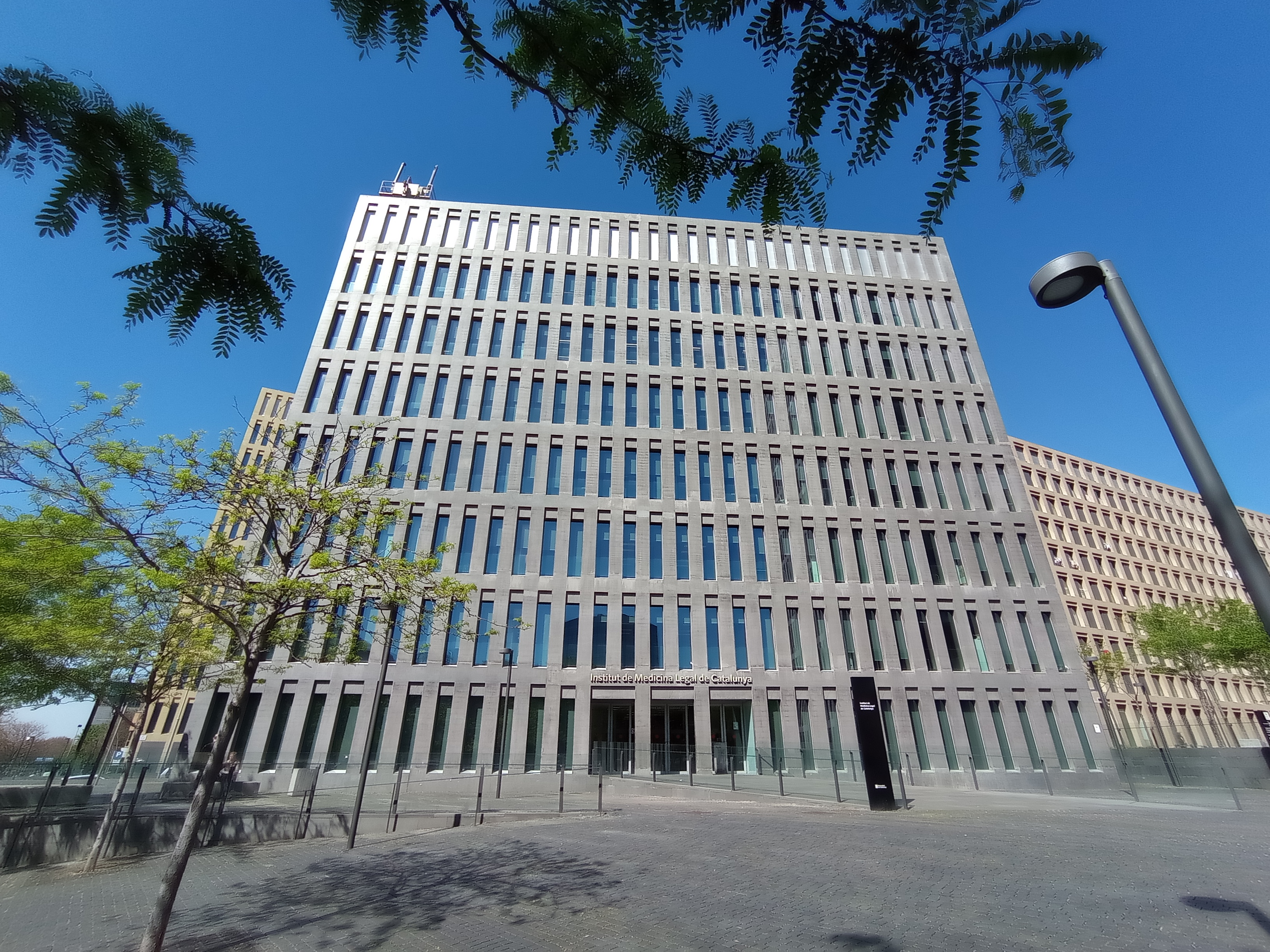
Edificio G (Instituto de Medicina Legal de Cataluña)
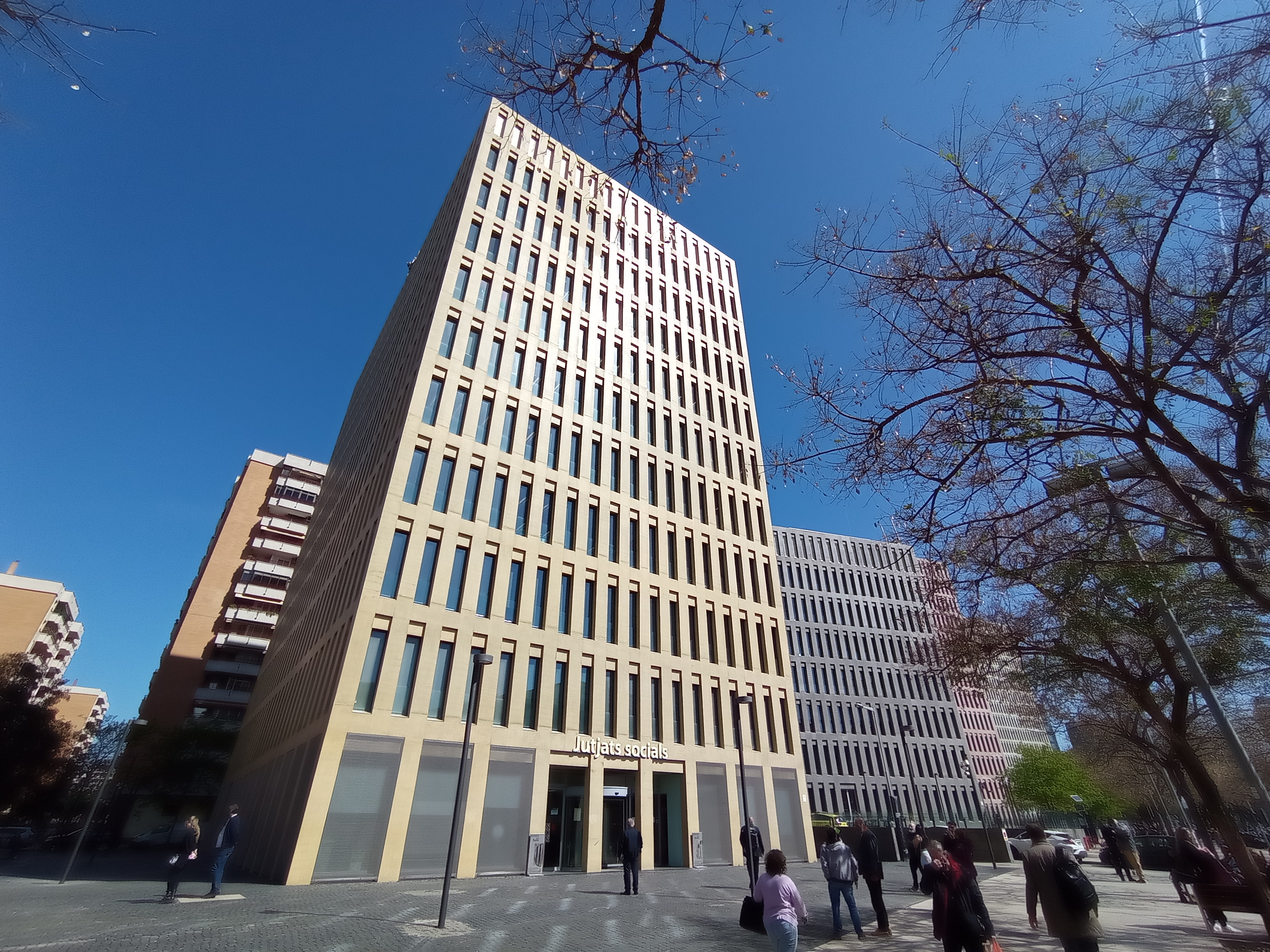
Edificio S (Social)